# Benção sacerdotal
A Bênção sacerdotal (em hebraico, Birkat Kohanim, ברכת כהנים), também conhecida como Nesiat Kapayim ("estender as mãos"), ou Bênção aarônica, é uma oração judaica recitada durante certos serviços. Algumas denominações cristãs também a usam como uma bênção litúrgica, apesar de em contexto e cerimônia diferentes em relação ao uso judaico. Os judeus costumam usar a alcunha HASHEM (O Nome) ao invés de O Senhor, para substituir o original Ado-nai escrito na Torá, quando as preces não são ditas no conceito litúrgico.
Ela é baseada nos versículos bíblicos:
(Fala a Arão e a seus filhos, dizendo: Assim abençoareis os filhos de Israel e dir-lhes-eis:)
Ado-nai (Hashem) te abençoe e te guarde -  יְבָרֶכְךָ יְהוָה, וְיִשְׁמְרֶךָ - yevarechecha Adonai veyishmerecha
Ado-nai (Hashem) faça resplandecer o rosto sobre ti e tenha misericórdia de ti - יָאֵר יְהוָה פָּנָיו אֵלֶיךָ, וִיחֻנֶּךָּ - ya'er Adonai panav eleicha vichunecha
Ado-nai (Hashem) sobre ti levante o rosto e te dê a paz - יִשָּׂא יְהוָה פָּנָיו אֵלֶיךָ, וְיָשֵׂם לְךָ שָׁלוֹם - yissa Adonai panav eleicha veyasem lecha shalom
(Assim, porão o meu nome sobre os filhos de Israel, e eu os abençoarei.) (Números 6.23-27)
1. ↑  Feitosa, Hugo Chagas (15 de março de 2022). «A bênção de Aarão: um estudo literário, histórico e teológico de Nm 6,22-27». Consultado em 13 de setembro de 2024